# جيريمي بريتشيت
جيريمي بريتشيت (بالفرنسية: Jérémie Bréchet)‏ (14 أغسطس 1979 في ليون) لاعب كرة قدم فرنسي يلعب حاليا في نادي الدرجة الممتازة بي إس في آيندهوفن الهولندي في مركز الظهير الأيسر كما يجيد اللعب في مركز قلب الدفاع والوسط المدافع .

## المسيرة الرياضية مع الأندية

### ليون
شارك بريتشيت في أول مباراة رسمية مع نادي ليون في موسم 1998-1999 وفي نهايته أصبح مجموع مبارياته 15 . ساهم بريتشيت في تحقيق نادي ليون بطولة دوري الدرجة الأولى موسمين متتاليين 2001-2002 و2002-2003 . وافق نادي ليون على رحيل بريتشيت إلى نادي إنتر ميلان الإيطالي مقابل 3 ملايين يورو .

### إنتر ميلان
خلال موسم 2003-2004 بدأ بريتشيت لاعب أساسي في التشكيلة في أول 6 مباريات ولكن تم عزل المدرب الأرجنتيني هيكتور كوبر وتم تعيين كورادو فيرديلي الذي لم يكن مقتنعا ببريتشيت وبالإضافة إلى الإصابة التي تعرض لها فلم يشارك سوى في 3 مباريات فقط . أبلغ مسئولو النادي الإيطالي بريتشيت بأنه مسموح له بالبحث عن نادي آخر للانتقال إليه ووافق على الانضمام إلى نادي ريال سوسيداد الإسباني .

### ريال سوسيداد
بسبب تكرار مسلسل تعرضه للإصابة فلم يشارك بريتشيت سوى في 19 مباراة في موسمين .

### سوشو
في نادي سوشو الطموح في اللعب مع الكبار قدم بريتشيت أداء عالي المستوى في بداية موسم 2006-2007 وبعد 3 مباريات تم اختياره لاستلام شارة قيادة الفريق . في موسمين واصل تقديم الأداء المبهر وأصبح لاعب لا غنى عنه في التشكيلة الأساسية والإصابات ابتعدت عنه . ساهم بشكل فعال في تحقيق النادي بطولة كأس فرنسا سنة 2007 للمرة الثانية في تاريخ النادي . في يونيو 2008 غادر نادي سوشو متوجها إلى نادي بي إس في آيندهوفن .

## المسيرة الرياضية مع المنتخبات
قرر مدرب منتخب فرنسا روجيه لومير استدعاء بريتشيت للمشاركة في بطولة كأس القارات 2001 التي أقيمت في كوريا الجنوبية واليابان حيث لعب 3 مباريات وساهم في الفوز بالبطولة . بعد تولي ريموند دومينيك مسئولية تدريب منتخب فرنسا سنة 2004 قرر عدم استدعاء بريتشيت .

## روابط خارجية
- جيريمي بريتشيت على موقع رابطة كرة القدم الفرنسية للمحترفين (الإنجليزية)
- جيريمي بريتشيت على موقع قاعدة بيانات كرة القدم.إي يو (الإنجليزية)
- جيريمي بريتشيت على موقع ليكيب (الفرنسية)
- جيريمي بريتشيت على موقع ناشيونال فوتبول تيمز (الإنجليزية)
- جيريمي بريتشيت على موقع Soccerway.com (الإنجليزية)
- جيريمي بريتشيت على موقع عالم كرة القدم.نت (الإنجليزية)
- جيريمي بريتشيت على موقع AS.com (الإسبانية)